# Po dekle
»Po dekle« je skladba in valček Ansambla Lojzeta Slaka & Fantov s Praprotna iz leta 1967. Glasbo in besedilo je napisal Lojze Slak.

## Snemanje
Skladbo je aranžiral Lojze Slak. Izdana je bila na albumu Ansambel Lojzeta Slaka pri založbi Jugoton, na veliki vinilni plošči. Posneli so tudi uradni črno-beli videospot.

## Zasedba

### Produkcija
- Lojze Slak – glasba, besedilo, aranžma

### Studijska izvedba
- Lojze Slak – diatonična harmonika
- Franc Sever – bariton
- Niko Zlobko – klarinet

### Fantje s Praprotna
- Andrej Bergant – 1. tenor
- Jože Šifrar – 2. tenor
- Janez Habjan – bariton
- Janez Kalan – bas
- Janez Dolenc – bas